# Фотошаблон
Фотошабло́н — стеклянная или иная пластина либо полимерная плёнка со сформированным на её поверхности рисунком элементов схем из материала, не пропускающего актиничное излучение.
Фотошаблон является одним из основных инструментов при создании заданного рельефного защитного покрытия при проведении фотолитографии в планарной технологии. В зависимости от материала пленочного покрытия различают фотошаблоны на основе:

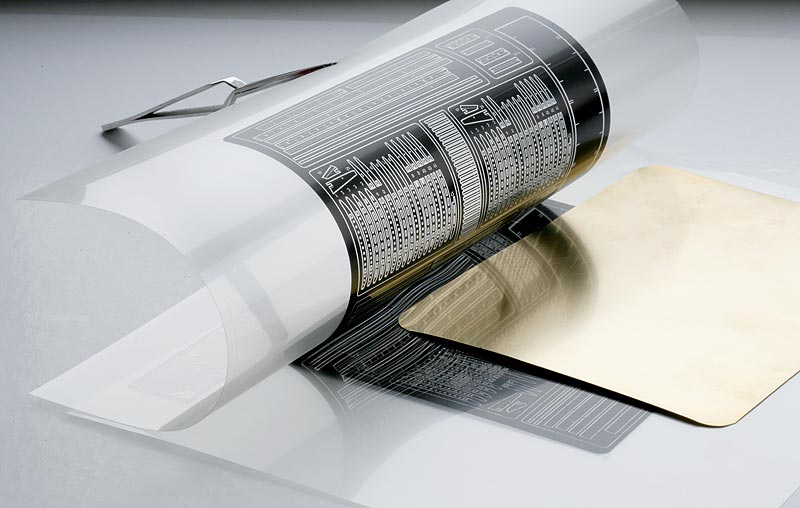
Применение фотошаблонов

- фотографической эмульсии (эмульсионные фотошаблоны)
- металлической плёнки (металлические фотошаблоны)
- окиси железа (цветные фотошаблоны)

## Типы фотошаблонов
Негативный фотошаблон (темнопольный) — фотошаблон, на котором изображение элементов схемы представлено в виде светлых участков на непрозрачном фоне.
Позитивный фотошаблон (светлопольный) — фотошаблон, на котором изображение элементов схемы представлено в виде непрозрачных для актиничного излучения участков на светлом прозрачном фоне.
Металлизированный фотошаблон — фотошаблон, на котором изображение элементов схемы сформировано тонкой металлической плёнкой.
Транспарентный (цветной) фотошаблон — фотошаблон, на котором изображение элементов схем сформировано покрытием, не пропускающим актиничное излучение и пропускающим неактиничное (видимая область спектра) для фоторезиста излучение.
Эмульсионный фотошаблон — фотошаблон, на котором изображение элементов схемы образовано галоидо-серебряной фотографической эмульсией.

## Рынок производства фотошаблонов
На ежегодной конференции Общества оптики и фотоники (англ. Society of Photo-Optical Instrumentation Engineers — SPIE), компания Photomask Technology предоставила исследование мирового рынка производства фотошаблонов для микроэлектроники. По состоянию на 2009 год, крупнейшими производителями были:
- Infinite Graphics Incorporated
- Dai Nippon Printing
- Toppan Photomasks
- Photronics Inc
- Hoya Corporation
- Taiwan Mask Corporation
- Compugraphics Photomask Solutions

Многие крупнейшие производители микроэлектроники, такие как Intel, GlobalFoundries, IBM, NEC, TSMC, Samsung и Micron, имели либо собственные мощности по производству шаблонов, либо создавали между собой совместные предприятия для этих целей.
Стоимость создания производства фотошаблонов (так называемого Mask shop) для техпроцесса 45 нм оценивается в 200—500 млн долларов США, что создаёт существенные препятствия для выхода на этот рынок.
Стоимость одного фотошаблона для заказчика составляет от 1 до 10 тысяч долларов (оценки от 2007 года) или до 200 тысяч (оценка SEMATECH от 2011 года), в зависимости от требований. Наиболее дорогими являются фазосдвигающие маски для самых тонких техпроцессов. Для производства микросхемы на старом техпроцессе требуется набор из порядка 20—30 масок различной стоимости или более. Для наиболее современных техпроцессов, например 22 нм, требуется более 50 масок.
Длительность изготовления и проверки одной маски составляет в среднем от 5—7 до 23 дней в зависимости от использованных технологий.
Одна маска, по исследованиям SEMATECH, используется для изготовления приблизительно от 0,5 до 5 тыс. полупроводниковых пластин.

### В России
В России фотошаблонные предприятия существуют на базе следующих организаций:
- Зеленоградский инновационно-технологический центр, г. Зеленоград
- НПК «Феррит-Квазар», г. Санкт-Петербург
- Завод «Светлана», г. Санкт-Петербург
- НПП «Радар ММС», г. Санкт-Петербург
- «Авангард», г. Санкт-Петербург
- НПО Измерительной техники, г. Королёв

В Санкт-Петербурге[значимость факта?] производителем фотошаблонов всех типов является Научно-производственная компания «Феррит-Квазар», в 2009 году выделившаяся из состава НИИ «Феррит-Домен».
Кроме того, в 2013 году в Зеленограде был открыт Центр проектирования, каталогизации и производства фотошаблонов (ЦФШ) для изготовления интегральных схем (ИС), создававшийся в два этапа с 2006 года. Проект реализовывается холдингом «Росэлектроника» в рамках Федеральной целевой программы «Развитие электронной компонентной базы и радиоэлектроники». Центр позволяет проектировать и изготавливать фотошаблоны различных типов.
В 2013 году также было объявлено о намерении создать в рамках российско-белорусской программы «Микросистемотехника» Центры микросистемотехники (на базе ОАО «Авангард», Санкт-Петербург) и фотошаблонов (на базе НПО «Планар», Минск).